# Международный турнир по футболу в Чили
Международный турнир в Чили (исп. Torneo Internacional de Chile) — футбольное соревнование, проводившееся с 1942 по 1977 год в Чили. Турнир, за исключением двух розыгрышей, проводился в формате чемпионата, состоявшего из одной или двух встреч между всеми командами. При этом, число самих участников в разные годы варьировалось от трёх до восьми. Состав самих команд был разным: в первые два года там соревновались лишь клубы Южной Америки, затем в розыгрыше 1962 года приняли участие югославская «Црвена Звезда» и венгерский «Ференцварош». А в 1965 году одной из команд оказалась сборная Чехословакии.

## Розыгрыши

### 1942
| Турнирная таблица 1942 года | Турнирная таблица 1942 года | Турнирная таблица 1942 года | Турнирная таблица 1942 года | Турнирная таблица 1942 года | Турнирная таблица 1942 года | Турнирная таблица 1942 года | Турнирная таблица 1942 года | Турнирная таблица 1942 года | Турнирная таблица 1942 года |
| Позиция                     | Команда                     | Матчи                       | Победы                      | Ничьи                       | Поражения                   | Забито                      | Пропущено                   | Разница голов               | Очки                        |
| --------------------------- | --------------------------- | --------------------------- | --------------------------- | --------------------------- | --------------------------- | --------------------------- | --------------------------- | --------------------------- | --------------------------- |
| 1                           | Пеньяроль                   | 4                           | 3                           | 1                           | 0                           | 5                           | 1                           | +4                          | 7                           |
| 2                           | Ривер Плейт                 | 4                           | 1                           | 1                           | 2                           | 4                           | 5                           | −1                          | 3                           |
| 3                           | Коло-Коло                   | 4                           | 1                           | 0                           | 3                           | 5                           | 8                           | −3                          | 2                           |

### 1943
| Турнирная таблица 1943 года | Турнирная таблица 1943 года | Турнирная таблица 1943 года | Турнирная таблица 1943 года | Турнирная таблица 1943 года | Турнирная таблица 1943 года | Турнирная таблица 1943 года | Турнирная таблица 1943 года | Турнирная таблица 1943 года | Турнирная таблица 1943 года |
| Позиция                     | Команда                     | Матчи                       | Победы                      | Ничьи                       | Поражения                   | Забито                      | Пропущено                   | Разница голов               | Очки                        |
| --------------------------- | --------------------------- | --------------------------- | --------------------------- | --------------------------- | --------------------------- | --------------------------- | --------------------------- | --------------------------- | --------------------------- |
| 1                           | Расинг (Авельянеда)         | 3                           | 3                           | 0                           | 0                           | 9                           | 3                           | +6                          | 6                           |
| 2                           | Росарио Сентраль            | 3                           | 2                           | 0                           | 1                           | 9                           | 5                           | +4                          | 4                           |
| 3                           | Магальянес                  | 3                           | 1                           | 0                           | 2                           | 4                           | 9                           | −5                          | 2                           |
| 4                           | Коло-Коло                   | 3                           | 0                           | 0                           | 3                           | 3                           | 8                           | −5                          | 0                           |

### 1962
| Турнирная таблица 1962 года | Турнирная таблица 1962 года | Турнирная таблица 1962 года | Турнирная таблица 1962 года | Турнирная таблица 1962 года | Турнирная таблица 1962 года | Турнирная таблица 1962 года | Турнирная таблица 1962 года | Турнирная таблица 1962 года | Турнирная таблица 1962 года |
| Позиция                     | Команда                     | Матчи                       | Победы                      | Ничьи                       | Поражения                   | Забито                      | Пропущено                   | Разница голов               | Очки                        |
| --------------------------- | --------------------------- | --------------------------- | --------------------------- | --------------------------- | --------------------------- | --------------------------- | --------------------------- | --------------------------- | --------------------------- |
| 1                           | Црвена Звезда               | 3                           | 2                           | 1                           | 0                           | 4                           | 2                           | +2                          | 5                           |
| 2                           | Ботафого                    | 3                           | 2                           | 0                           | 1                           | 7                           | 4                           | +3                          | 4                           |
| 3                           | Коло-Коло                   | 3                           | 1                           | 1                           | 1                           | 4                           | 4                           | 0                           | 3                           |
| 4                           | Ференцварош                 | 3                           | 0                           | 0                           | 3                           | 4                           | 9                           | −5                          | 0                           |

### 1963
| Турнирная таблица 1963 года | Турнирная таблица 1963 года | Турнирная таблица 1963 года | Турнирная таблица 1963 года | Турнирная таблица 1963 года | Турнирная таблица 1963 года | Турнирная таблица 1963 года | Турнирная таблица 1963 года | Турнирная таблица 1963 года | Турнирная таблица 1963 года |
| Позиция                     | Команда                     | Матчи                       | Победы                      | Ничьи                       | Поражения                   | Забито                      | Пропущено                   | Разница голов               | Очки                        |
| --------------------------- | --------------------------- | --------------------------- | --------------------------- | --------------------------- | --------------------------- | --------------------------- | --------------------------- | --------------------------- | --------------------------- |
| 1                           | Универсидад де Чили         | 4                           | 2                           | 2                           | 0                           | 13                          | 5                           | +8                          | 6                           |
| 2                           | Васко да Гама               | 4                           | 2                           | 2                           | 0                           | 10                          | 7                           | +3                          | 6                           |
| 3                           | Универсидад Католика        | 4                           | 1                           | 2                           | 1                           | 9                           | 10                          | −1                          | 4                           |
| 4                           | Пеньяроль                   | 4                           | 2                           | 0                           | 2                           | 10                          | 12                          | −2                          | 4                           |
| 5                           | Коло-Коло                   | 4                           | 0                           | 0                           | 4                           | 6                           | 14                          | −8                          | 0                           |

1. 1 2  «Универсидад де Чили» занял первое место по разнице забитых и пропущенных голов. «Васко да Гама» остался вторым[1]. Однако это оспаривается бразильским клубом, считавшим себя тоже победителем[2]
2. 1 2  «Универсидад Католика» занял третье место по разнице забитых и пропущенных голов. «Пеньяроль» остался пятым

### 1964 (первый)
| Турнирная таблица 1964 года (первый) | Турнирная таблица 1964 года (первый) | Турнирная таблица 1964 года (первый) | Турнирная таблица 1964 года (первый) | Турнирная таблица 1964 года (первый) | Турнирная таблица 1964 года (первый) | Турнирная таблица 1964 года (первый) | Турнирная таблица 1964 года (первый) | Турнирная таблица 1964 года (первый) | Турнирная таблица 1964 года (первый) |
| Позиция                              | Команда                              | Матчи                                | Победы                               | Ничьи                                | Поражения                            | Забито                               | Пропущено                            | Разница голов                        | Очки                                 |
| ------------------------------------ | ------------------------------------ | ------------------------------------ | ------------------------------------ | ------------------------------------ | ------------------------------------ | ------------------------------------ | ------------------------------------ | ------------------------------------ | ------------------------------------ |
| 1                                    | Универсидад де Чили                  | 4                                    | 4                                    | 0                                    | 0                                    | 9                                    | 2                                    | +7                                   | 8                                    |
| 2                                    | Фламенго                             | 4                                    | 3                                    | 0                                    | 1                                    | 9                                    | 5                                    | +4                                   | 6                                    |
| 3                                    | Насьональ (Монтевидео)               | 4                                    | 2                                    | 0                                    | 2                                    | 5                                    | 5                                    | 0                                    | 4                                    |
| 4                                    | Расинг (Авельянеда)                  | 4                                    | 1                                    | 0                                    | 3                                    | 3                                    | 6                                    | −3                                   | 2                                    |
| 5                                    | Коло-Коло                            | 4                                    | 0                                    | 0                                    | 4                                    | 1                                    | 9                                    | −8                                   | 0                                    |

### 1964 (второй)
| Турнирная таблица 1964 года (второй) | Турнирная таблица 1964 года (второй) | Турнирная таблица 1964 года (второй) | Турнирная таблица 1964 года (второй) | Турнирная таблица 1964 года (второй) | Турнирная таблица 1964 года (второй) | Турнирная таблица 1964 года (второй) | Турнирная таблица 1964 года (второй) | Турнирная таблица 1964 года (второй) | Турнирная таблица 1964 года (второй) |
| Позиция                              | Команда                              | Матчи                                | Победы                               | Ничьи                                | Поражения                            | Забито                               | Пропущено                            | Разница голов                        | Очки                                 |
| ------------------------------------ | ------------------------------------ | ------------------------------------ | ------------------------------------ | ------------------------------------ | ------------------------------------ | ------------------------------------ | ------------------------------------ | ------------------------------------ | ------------------------------------ |
| 1                                    | Индепендьенте                        | 3                                    | 2                                    | 1                                    | 0                                    | 7                                    | 4                                    | +4                                   | 5                                    |
| 2                                    | Палмейрас                            | 4                                    | 1                                    | 1                                    | 1                                    | 4                                    | 4                                    | 0                                    | 3                                    |
| 3                                    | Универсидад де Чили                  | 3                                    | 0                                    | 3                                    | 0                                    | 2                                    | 2                                    | 0                                    | 3                                    |
| 5                                    | Универсидад Католика                 | 4                                    | 0                                    | 1                                    | 2                                    | 3                                    | 7                                    | −4                                   | 1                                    |

1. 1 2  «Палмейрас» занял второе место по количеству забитых голов. «Универсидад де Чили» остался третьим

### 1965 (первый)
| Турнирная таблица 1965 года (первый) | Турнирная таблица 1965 года (первый) | Турнирная таблица 1965 года (первый) | Турнирная таблица 1965 года (первый) | Турнирная таблица 1965 года (первый) | Турнирная таблица 1965 года (первый) | Турнирная таблица 1965 года (первый) | Турнирная таблица 1965 года (первый) | Турнирная таблица 1965 года (первый) | Турнирная таблица 1965 года (первый) |
| Позиция                              | Команда                              | Матчи                                | Победы                               | Ничьи                                | Поражения                            | Забито                               | Пропущено                            | Разница голов                        | Очки                                 |
| ------------------------------------ | ------------------------------------ | ------------------------------------ | ------------------------------------ | ------------------------------------ | ------------------------------------ | ------------------------------------ | ------------------------------------ | ------------------------------------ | ------------------------------------ |
| 1                                    | Сантос                               | 5                                    | 4                                    | 0                                    | 1                                    | 16                                   | 10                                   | +6                                   | 8                                    |
| 2                                    | Ривер Плейт                          | 5                                    | 3                                    | 1                                    | 1                                    | 9                                    | 8                                    | +1                                   | 7                                    |
| 3                                    | Чехословакия                         | 5                                    | 3                                    | 0                                    | 2                                    | 15                                   | 14                                   | +1                                   | 6                                    |
| 4                                    | Универсидад де Чили                  | 5                                    | 2                                    | 1                                    | 2                                    | 8                                    | 9                                    | −1                                   | 5                                    |
| 5                                    | Коло-Коло                            | 5                                    | 0                                    | 2                                    | 3                                    | 8                                    | 11                                   | −3                                   | 2                                    |
| 6                                    | Универсидад Католика                 | 5                                    | 0                                    | 2                                    | 3                                    | 7                                    | 11                                   | −4                                   | 2                                    |

### 1965 (второй)
| Турнирная таблица 1965 года (второй) | Турнирная таблица 1965 года (второй) | Турнирная таблица 1965 года (второй) | Турнирная таблица 1965 года (второй) | Турнирная таблица 1965 года (второй) | Турнирная таблица 1965 года (второй) | Турнирная таблица 1965 года (второй) | Турнирная таблица 1965 года (второй) | Турнирная таблица 1965 года (второй) | Турнирная таблица 1965 года (второй) |
| Позиция                              | Команда                              | Матчи                                | Победы                               | Ничьи                                | Поражения                            | Забито                               | Пропущено                            | Разница голов                        | Очки                                 |
| ------------------------------------ | ------------------------------------ | ------------------------------------ | ------------------------------------ | ------------------------------------ | ------------------------------------ | ------------------------------------ | ------------------------------------ | ------------------------------------ | ------------------------------------ |
| 1                                    | Расинг (Монтевидео)                  | 3                                    | 2                                    | 0                                    | 1                                    | 6                                    | 5                                    | +1                                   | 4                                    |
| 2                                    | О’Хиггинс                            | 3                                    | 1                                    | 1                                    | 1                                    | 4                                    | 4                                    | 0                                    | 3                                    |
| 3                                    | Унион Эспаньола                      | 3                                    | 1                                    | 1                                    | 1                                    | 8                                    | 9                                    | −1                                   | 3                                    |
| 4                                    | Универсидад де Чили                  | 3                                    | 1                                    | 0                                    | 2                                    | 6                                    | 6                                    | 0                                    | 2                                    |

1. 1 2  «О’Хиггинс» занял второе место по разнице забитых и пропущенных голов. «Унион Эспаньола» остался третьим

### 1965 (третий)
|  | Полуфиналы             | Полуфиналы |                       |   | Финал | Финал |
|  |                        |            |                       |   |       |       |
|  | 10 октября — Сантьяго  |            |                       |   |       |       |
|  |                        |            |                       |   |       |       |
|  | Универсидад Католика   | 2          |                       |   |       |       |
|  | Универсидад Католика   | 2          | 12 октября — Сантьяго |   |       |       |
|  | Атланта (Буэнос-Айрес) | 1          |                       |   |       |       |
|  | Атланта (Буэнос-Айрес) | 1          | Универсидад Католика  | 1 |       |       |
|  | 10 октября — Сантьяго  |            | Универсидад Католика  | 1 |       |       |
|  |                        | Коло-Коло  | 5                     |   |       |       |
|  | Коло-Коло              | Коло-Коло  | 5                     | 3 |       |       |
|  | Коло-Коло              |            |                       | 3 |       |       |
|  | Ланус                  | 1          |                       |   |       |       |
|  | Ланус                  | 1          | Матч за 3-е место     |   |       |       |
|  |                        |            |                       |   |       |       |
|  | 12 октября — Сантьяго  |            |                       |   |       |       |
|  |                        |            |                       |   |       |       |
|  | Ланус                  | 3          |                       |   |       |       |
|  | Ланус                  | 3          |                       |   |       |       |
|  | Атланта (Буэнос-Айрес) | 4          |                       |   |       |       |

### 1966
| Турнирная таблица 1966 года | Турнирная таблица 1966 года | Турнирная таблица 1966 года | Турнирная таблица 1966 года | Турнирная таблица 1966 года | Турнирная таблица 1966 года | Турнирная таблица 1966 года | Турнирная таблица 1966 года | Турнирная таблица 1966 года | Турнирная таблица 1966 года |
| Позиция                     | Команда                     | Матчи                       | Победы                      | Ничьи                       | Поражения                   | Забито                      | Пропущено                   | Разница голов               | Очки                        |
| --------------------------- | --------------------------- | --------------------------- | --------------------------- | --------------------------- | --------------------------- | --------------------------- | --------------------------- | --------------------------- | --------------------------- |
| 1                           | Мексика                     | 4                           | 2                           | 2                           | 0                           | 6                           | 3                           | +3                          | 6                           |
| 2                           | Шеффилд Юнайтед             | 4                           | 2                           | 1                           | 1                           | 9                           | 4                           | +5                          | 5                           |
| 3                           | Чили                        | 4                           | 2                           | 1                           | 1                           | 5                           | 3                           | +2                          | 5                           |
| 4                           | Милан                       | 4                           | 1                           | 1                           | 2                           | 6                           | 7                           | −1                          | 3                           |
| 5                           | Севилья                     | 4                           | 0                           | 1                           | 3                           | 3                           | 12                          | −9                          | 1                           |

1. 1 2  «Шеффилд Юнайтед» занял второе место по разнице забитых и пропущенных голов. Сборная Чили осталась третьей

### 1967
| Турнирная таблица 1967 года | Турнирная таблица 1967 года | Турнирная таблица 1967 года | Турнирная таблица 1967 года | Турнирная таблица 1967 года | Турнирная таблица 1967 года | Турнирная таблица 1967 года | Турнирная таблица 1967 года | Турнирная таблица 1967 года | Турнирная таблица 1967 года |
| Позиция                     | Команда                     | Матчи                       | Победы                      | Ничьи                       | Поражения                   | Забито                      | Пропущено                   | Разница голов               | Очки                        |
| --------------------------- | --------------------------- | --------------------------- | --------------------------- | --------------------------- | --------------------------- | --------------------------- | --------------------------- | --------------------------- | --------------------------- |
| 1                           | Вашаш                       | 5                           | 3                           | 2                           | 0                           | 20                          | 9                           | +11                         | 8                           |
| 2                           | Сантос                      | 5                           | 3                           | 2                           | 0                           | 13                          | 6                           | +7                          | 8                           |
| 3                           | Универсидад де Чили         | 5                           | 2                           | 2                           | 1                           | 10                          | 8                           | +2                          | 6                           |
| 4                           | Коло-Коло                   | 5                           | 1                           | 2                           | 2                           | 12                          | 18                          | −6                          | 4                           |
| 5                           | Пеньяроль                   | 5                           | 0                           | 2                           | 3                           | 6                           | 11                          | −5                          | 2                           |
| 6                           | Универсидад Католика        | 5                           | 1                           | 0                           | 4                           | 6                           | 15                          | −9                          | 2                           |

1. 1 2  «Вашаш» занял первое место по разнице забитых и пропущенных голов. «Сантос» остался вторым

### 1968 (первый)
| Турнирная таблица 1968 года (первый) | Турнирная таблица 1968 года (первый) | Турнирная таблица 1968 года (первый) | Турнирная таблица 1968 года (первый) | Турнирная таблица 1968 года (первый) | Турнирная таблица 1968 года (первый) | Турнирная таблица 1968 года (первый) | Турнирная таблица 1968 года (первый) | Турнирная таблица 1968 года (первый) | Турнирная таблица 1968 года (первый) |
| Позиция                              | Команда                              | Матчи                                | Победы                               | Ничьи                                | Поражения                            | Забито                               | Пропущено                            | Разница голов                        | Очки                                 |
| ------------------------------------ | ------------------------------------ | ------------------------------------ | ------------------------------------ | ------------------------------------ | ------------------------------------ | ------------------------------------ | ------------------------------------ | ------------------------------------ | ------------------------------------ |
| 1                                    | Сантос                               | 7                                    | 6                                    | 0                                    | 1                                    | 22                                   | 7                                    | +15                                  | 12                                   |
| 2                                    | ГДР                                  | 7                                    | 4                                    | 2                                    | 1                                    | 22                                   | 14                                   | +8                                   | 10                                   |
| 3                                    | Универсидад Католика                 | 7                                    | 5                                    | 0                                    | 2                                    | 17                                   | 15                                   | +2                                   | 10                                   |
| 4                                    | Вашаш                                | 7                                    | 3                                    | 2                                    | 2                                    | 13                                   | 14                                   | −1                                   | 8                                    |
| 5                                    | Чехословакия (олимп.)                | 7                                    | 3                                    | 1                                    | 3                                    | 11                                   | 13                                   | −2                                   | 7                                    |
| 6                                    | Универсидад де Чили                  | 7                                    | 1                                    | 2                                    | 4                                    | 9                                    | 15                                   | −6                                   | 4                                    |
| 7                                    | Коло-Коло                            | 7                                    | 1                                    | 1                                    | 5                                    | 9                                    | 18                                   | −9                                   | 3                                    |
| 8                                    | Расинг (Авельянеда)                  | 7                                    | 0                                    | 2                                    | 5                                    | 6                                    | 13                                   | −7                                   | 2                                    |

1. 1 2  Сборная ГДР заняла второе место по разнице забитых и пропущенных голов. «Универсидад Католика» остался третьим

### 1968 (второй)
|  | Полуфиналы            | Полуфиналы           |                       |   | Финал | Финал |
|  |                       |                      |                       |   |       |       |
|  | 11 декабря — Сантьяго |                      |                       |   |       |       |
|  |                       |                      |                       |   |       |       |
|  | Коло-Коло             | 1                    |                       |   |       |       |
|  | Коло-Коло             | 1                    | 13 декабря — Сантьяго |   |       |       |
|  | Польша                | 2                    |                       |   |       |       |
|  | Польша                | 2                    | Польша                | 1 |       |       |
|  | 11 декабря — Сантьяго |                      | Польша                | 1 |       |       |
|  |                       | Универсидад Католика | 0                     |   |       |       |
|  | Универсидад Католика  | Универсидад Католика | 0                     | 4 |       |       |
|  | Универсидад Католика  |                      |                       | 4 |       |       |
|  | Португеза Деспортос   | 2                    |                       |   |       |       |
|  | Португеза Деспортос   | 2                    | Матч за 3-е место     |   |       |       |
|  |                       |                      |                       |   |       |       |
|  | 13 декабря — Сантьяго |                      |                       |   |       |       |
|  |                       |                      |                       |   |       |       |
|  | Португеза Деспортос   | 1                    |                       |   |       |       |
|  | Португеза Деспортос   | 1                    |                       |   |       |       |
|  | Коло-Коло             | 2                    |                       |   |       |       |

### 1969
| Турнирная таблица 1969 | Турнирная таблица 1969  | Турнирная таблица 1969 | Турнирная таблица 1969 | Турнирная таблица 1969 | Турнирная таблица 1969 | Турнирная таблица 1969 | Турнирная таблица 1969 | Турнирная таблица 1969 | Турнирная таблица 1969 |
| Позиция                | Команда                 | Матчи                  | Победы                 | Ничьи                  | Поражения              | Забито                 | Пропущено              | Разница голов          | Очки                   |
| ---------------------- | ----------------------- | ---------------------- | ---------------------- | ---------------------- | ---------------------- | ---------------------- | ---------------------- | ---------------------- | ---------------------- |
| 1                      | Коло-Коло               | 5                      | 3                      | 2                      | 0                      | 11                     | 8                      | +4                     | 8                      |
| 2                      | Динамо (Москва)         | 5                      | 2                      | 3                      | 0                      | 10                     | 7                      | +3                     | 7                      |
| 3                      | Црвена Звезда           | 5                      | 1                      | 2                      | 2                      | 10                     | 11                     | −1                     | 4                      |
| 4                      | Коринтианс              | 5                      | 1                      | 2                      | 2                      | 7                      | 8                      | −1                     | 4                      |
| 5                      | Сан-Лоренсо де Альмагро | 5                      | 1                      | 2                      | 2                      | 6                      | 8                      | −2                     | 4                      |
| 6                      | Универсидад де Чили     | 5                      | 1                      | 1                      | 3                      | 5                      | 8                      | −3                     | 3                      |

1. ↑  «Црвена Звезда» заняла третье место по количеству забитых голов

### 1970
| Турнирная таблица 1970 | Турнирная таблица 1970 | Турнирная таблица 1970 | Турнирная таблица 1970 | Турнирная таблица 1970 | Турнирная таблица 1970 | Турнирная таблица 1970 | Турнирная таблица 1970 | Турнирная таблица 1970 | Турнирная таблица 1970 |
| Позиция                | Команда                | Матчи                  | Победы                 | Ничьи                  | Поражения              | Забито                 | Пропущено              | Разница голов          | Очки                   |
| ---------------------- | ---------------------- | ---------------------- | ---------------------- | ---------------------- | ---------------------- | ---------------------- | ---------------------- | ---------------------- | ---------------------- |
| 1                      | Сантос                 | 5                      | 3                      | 1                      | 1                      | 17                     | 8                      | +9                     | 7                      |
| 2                      | Коло-Коло              | 5                      | 2                      | 2                      | 1                      | 9                      | 6                      | +3                     | 6                      |
| 3                      | Универсидад Католика   | 5                      | 2                      | 2                      | 1                      | 8                      | 7                      | +1                     | 6                      |
| 4                      | Динамо (Загреб)        | 5                      | 2                      | 1                      | 2                      | 8                      | 7                      | +1                     | 5                      |
| 5                      | Универсидад де Чили    | 5                      | 0                      | 3                      | 2                      | 2                      | 7                      | −5                     | 3                      |
| 6                      | Америка (Мехико)       | 5                      | 0                      | 3                      | 2                      | 3                      | 12                     | −9                     | 3                      |

1. 1 2  «Коло-Коло» заняла второе место по разнице забитых и пропущенных голов. «Универсидад Католика» остался третьим

### 1977
| Турнирная таблица 1977 | Турнирная таблица 1977   | Турнирная таблица 1977 | Турнирная таблица 1977 | Турнирная таблица 1977 | Турнирная таблица 1977 | Турнирная таблица 1977 | Турнирная таблица 1977 | Турнирная таблица 1977 | Турнирная таблица 1977 |
| Позиция                | Команда                  | Матчи                  | Победы                 | Ничьи                  | Поражения              | Забито                 | Пропущено              | Разница голов          | Очки                   |
| ---------------------- | ------------------------ | ---------------------- | ---------------------- | ---------------------- | ---------------------- | ---------------------- | ---------------------- | ---------------------- | ---------------------- |
| 1                      | Сантос                   | 5                      | 4                      | 0                      | 1                      | 11                     | 2                      | +9                     | 8                      |
| 2                      | Эвертон (Винья-дель-Мар) | 5                      | 3                      | 0                      | 2                      | 12                     | 10                     | +2                     | 6                      |
| 3                      | Коло-Коло                | 5                      | 3                      | 0                      | 2                      | 8                      | 7                      | +1                     | 6                      |
| 4                      | Аустрия (Зальцбург)      | 5                      | 3                      | 0                      | 2                      | 4                      | 3                      | +1                     | 6                      |
| 5                      | Ривер Плейт              | 5                      | 1                      | 1                      | 3                      | 7                      | 12                     | −5                     | 3                      |
| 6                      | Универсидад де Чили      | 5                      | 0                      | 1                      | 4                      | 3                      | 11                     | −8                     | 1                      |

1. ↑  «Эвертон» занял второе место по разнице забитых и пропущенных голов

## Титулы
| Команда             | Число побед | Годы                           |
| ------------------- | ----------- | ------------------------------ |
| Сантос              | 4           | 1965 (1), 1968 (1), 1970, 1977 |
| Универсидад де Чили | 2           | 1963, 1964 (1)                 |
| Коло-Коло           | 2           | 1965 (3), 1969                 |
| Пеньяроль           | 1           | 1942                           |
| Расинг (Авельянеда) | 1           | 1943                           |
| Црвена Звезда       | 1           | 1962                           |
| Индепендьенте       | 1           | 1964 (2)                       |
| Расинг (Монтевидео) | 1           | 1965 (2)                       |
| Мексика             | 1           | 1966                           |
| Вашаш               | 1           | 1967                           |
| Польша              | 1           | 1968 (2)                       |